# Кипяткова, Любовь Сергеевна
Любовь Сергеевна Кипяткова (3 февраля 1991, Горнозаводск, Пермский край) — российская футболистка, защитница клуба «Крылья Советов». Выступала за сборную России. Мастер спорта России международного класса (2016).

## Биография

### Клубная карьера
Воспитанница пермского клуба «Звезда-2005». С 2011 года выступала за основную команду клуба и сыграла около 100 матчей в чемпионатах России. Трёхкратная чемпионка страны и четырёхкратная обладательница Кубка России. Принимала участие в матчах европейских кубковых турниров.
В 2018 году перешла в команду «Рязань-ВДВ», с которой стала чемпионкой России 2018 года и финалистом Кубка страны. В 2020 году вернулась в «Звезду» и в том же сезоне завоевала бронзовые медали чемпионата.
В 2022 году перешла в петербургский «Зенит», где стала Чемпионом России 2022, 2023 и 2024 годов. После окончания сезона 2024 покинула «Зенит» и перешла в «Крылья Советов».
Серебряный призёр Универсиады 2015 года в составе студенческой сборной России.
В национальной сборной России дебютировала 22 мая 2015 года в товарищеском матче против Франции. Всего в 2015—2016 годах сыграла 3 матча за сборную.